# 朱洪荫
朱洪荫（1914年—2007年），男，蒙古族，北京人，中国整形外科专家，曾任北京医学院第三附属医院副院长，第三届全国人大代表，第五、六、七届全国政协委员。